# Triangle Razorbacks
Stade
Maillots
Champion 2006, 2007, 2008, 2011, 2012, 2015, 2016, 2019
Triangle Razorbacks est un club danois de football américain basé à Vejle. Il évolue au Vejle Atletikstadion et ses couleurs sont le noir (pantalon, maillot et casque).
Les Razorbacks décrochent leur premier titre national en 2006 à l'issue d'une saison parfaite : dix victoires en autant de matchs lors de la phase régulière, puis victoire en finale du Mermaid Bowl le 30 septembre face aux Kronborg Knights (21-16).

## Palmarès
- Champion du Danemark : 2006, 2007, 2008, 2011, 2012, 2015, 2016, 2019
- Finaliste EFAF Cup : 2012